# Лазавка (село)
Лазавка — село в Новодеревеньковском районе Орловской области России. 
Входит в Никитинское сельское поселение в рамках организации местного самоуправления и в Никитинский сельсовет в рамках административно-территориального устройства.

## География
Расположено в 16 км к востоку от райцентра, посёлка городского типа Хомутово, и в 108 км к востоку от центра города Орёл.

## Население
| 1859 | 2002 | 2010 |
| ---- | ---- | ---- |
| 1075 | ↘308 | ↘264 |

Согласно результатам переписи 2002 года, в национальной структуре населения русские составляли 99 % от жителей.